# Comuna Borodaiivka, Verhnodniprovsk
Borodaiivka (în ucraineană Бородаївка) este o comună în raionul Verhnodniprovsk, regiunea Dnipropetrovsk, Ucraina, formată din satele Borodaiivka (reședința) și Pravoberejne.

## Demografie
Componența lingvistică a satului Borodaiivka
     Ucraineană (93,68%)
     Rusă (5,98%)
     Alte limbi (0,27%)
Conform recensământului din 2001, majoritatea populației satului Borodaiivka era vorbitoare de ucraineană (93,68%), existând în minoritate și vorbitori de rusă (5,98%).